# Kriptacoin
Kriptacoin foi um esquema fraudulento montado em pirâmide financeira, pela suposta empresa Wall Street Corporate. Criou-se uma criptomoeda falsa, que fornecia supostos rendimentos acima de 1% ao dia.

## Surgimento
Criaram a "moeda virtual" no fim de 2016. A partir de janeiro de 2017 passaram a convencer investidores a aplicar dinheiro na Kriptacoin.
A primeira "empresa" a ser criada foi a Wall Street Corporate, em outubro de 2013.  Depois veio a Kripta, com registro de janeiro de 2017. Nesse mesmo mês o grupo criou uma sede em Vicente Pires (Brasília, DF), reuniões de negócios também eram feitas em uma mansão, em Goiânia.

## Operação policial
A Polícia Civil do DF e MPDFT desarticularam a organização criminosa da Kriptacoin em 21 de setembro de 2017 na operação Patrick, e está cumprindo 13 mandados de prisão preventiva e 18 busca e apreensão em Goiânia e Distrito Federal. Durante essa operação 11 pessoas foram presas e transferidas para o Complexo Penitenciário da Papuda e outras duas estão foragidas. Os crimes investigados são: lavagem de dinheiro, organização criminosa, falsificação de documentos e pirâmide financeira. Segundo investigações, a Kriptacoin movimentou mais de 250 milhões de reais. Cerca de 40 mil pessoas investiram no esquema; houve vítimas em todo o Brasil.
A empresa utilizava contas de terceiros, nomes falsos e documentos falsificados em suas operações, além de adquirir bens de alto valor como carros de luxo e até mesmo um helicóptero que serão leiloados para ressarcir as vitimas.
Mais de R$6 milhões foram encontrados e bloqueados em contas de laranjas. Foram apreendidos 16 automóveis de luxo, um avião avaliado em R$3,6 milhões e até um helicóptero durante as operações policiais. Os bens foram leiloados para tentar ressarcir as vitimas do golpe.
A justiça, o líder do esquema disse que "não prometia dinheiro".